# ChangesBowie
Albums de David Bowie
Sound + Vision
(1989) Early On (1964–1966)
(1991)
Singles
1. Fame '90
Sortie : 26 mars 1990

ChangesBowie est une compilation de David Bowie sortie en 1990.

## Histoire
ChangesBowie s'inscrit dans la campagne de réédition du catalogue de Bowie au format CD entreprise par la maison de disques américaine Rykodisc à la fin des années 1980. Elle remplace les deux compilations publiées par RCA Records, ChangesOneBowie (1976) et ChangesTwoBowie (1981).
Pour promouvoir sa sortie, plusieurs versions remixées de Fame sont éditées en single sous le titre Fame '90. Le « Gass mix » qui figure sur la compilation apparaît également dans la bande originale du film Pretty Woman.
La compilation se classe no 1 des ventes au Royaume-Uni à sa sortie.

## Titres
Toutes les chansons sont écrites et composées par David Bowie, sauf mention contraire.
| No  | Titre                  | Auteur                                  | Durée |
| --- | ---------------------- | --------------------------------------- | ----- |
| 1.  | Space Oddity           |                                         | 5:14  |
| 2.  | John, I'm Only Dancing |                                         | 2:43  |
| 3.  | Changes                |                                         | 3:33  |
| 4.  | Ziggy Stardust         |                                         | 3:13  |
| 5.  | Suffragette City       |                                         | 3:25  |
| 6.  | The Jean Genie         |                                         | 4:03  |
| 7.  | Diamond Dogs           |                                         | 5:56  |
| 8.  | Rebel Rebel            |                                         | 4:30  |
| 9.  | Young Americans        |                                         | 5:10  |
| 10. | Fame '90 (Gass mix)    | David Bowie, Carlos Alomar, John Lennon | 3:30  |
| 11. | Golden Years           |                                         | 3:59  |
| 12. | "Heroes"               | David Bowie, Brian Eno                  | 3:38  |
| 13. | Ashes to Ashes         |                                         | 4:25  |
| 14. | Fashion                |                                         | 4:49  |
| 15. | Let's Dance            |                                         | 4:10  |
| 16. | China Girl             |                                         | 4:17  |
| 17. | Modern Love            |                                         | 3:59  |
| 18. | Blue Jean              |                                         | 3:10  |